# Paratoxopoda angolica
Paratoxopoda angolica är en tvåvingeart som beskrevs av Ozerov 1993. Paratoxopoda angolica ingår i släktet Paratoxopoda och familjen svängflugor. Inga underarter finns listade i Catalogue of Life.